# Amorphophallus ankarana
Amorphophallus ankarana là một loài thực vật có hoa trong họ Ráy (Araceae). Loài này được Hett., Ittenbach & Bogner mô tả khoa học đầu tiên năm 1999.